# 아토믹 키튼
아토믹 키튼(Atomic Kitten)은 잉글랜드의 걸 그룹이다. 2000년 1집 음반 Right Now로 데뷔하였다.

## 음반
- 《Right Now》 (2001년)
  - 〈Right Now〉 (1999년)
  - 〈See Ya〉 (2000년)
  - 〈I Want Your Love〉 (2000년)
  - 〈Follow Me〉 (2000년)
  - 〈Whole Again〉 (2001년)
  - 〈Eternal Flame〉 (2001년)
  - 〈You Are〉 (2001년)
- 《Feels So Good》 (2002년)
  - 〈It's OK!〉 (2002년)
  - 〈The Tide Is High (Get the Feeling)〉 (2002년)
  - 〈The Last Goodbye〉 (2002년)
  - 〈Be with You〉 (2002년)
  - 〈Love Doesn't Have to Hurt〉 (2003년)
- 《Ladies Night》 (2003년)
  - 〈If You Come to Me (featuring Kool & The Gang)〉 (2003년)
  - 〈Ladies' Night〉 (2003년)
- 《The Greatest Hits》 (2004년)
  - 〈Someone like Me〉 (2004년)
  - 〈Cradle〉 (2005년)
- 《The Collection》 (2005년)